# Annie Bodha
Annie Bodha is een Surinaams baithak-gana-zangeres. Ze trad op in de tweede helft van de 20e eeuw.

## Biografie
Annie Bodha wordt gerekend tot de grote baithak-gana-artiesten uit de tweede helft van de 20e eeuw. In de jaren 1950 behoorde ze tot de eerste artiesten die deze stijl in het Sarnami bracht.
Ze bracht verschillende platen uit en overhandigde in mei 1978 haar nieuwste single aan premier Henck Arron. In 1979 trad ze op tijdens het Nationaal Holy Festival op het Onafhankelijkheidsplein in Paramaribo.
In 2001 gaf ze vanuit het Nederlandse Groningen een terugblik op haar zangcarrière in een radioprogramma van OHM. Ze was toen door een schot hagel rolstoelafhankelijk geworden.